# الماغوصة
المَاغُوصَةُ (من الاسم اللاتيني للمدينة: famagusta "فَامَاغُوسْتَا") مدينة قبرصية، تنتمي للقسم الشمالي من جزيرة قبرص. مساحتها لا تتجاوز ال200 كم مربع، وعدد سكانها 37738 منها ساكن تركي مسلم تحدها شمالا وشرقا بقية أراضي قبرص الشمالية وغربا منطقة خاضعة للأمم المتحدة وجنوبا البحر الأبيض المتوسط. عرفت الماغوصة حضارات عديدة إغريقية وفرعونية وفينيقية رومانية وبيزنطية ثم عربية وعثمانية إلى حدود القرن 19 لتحتلها بريطانيا، وبعد استقلال قبرص سنة 1961 شهدت المدينة صدامات عنيفة بين الأتراك واليونايين، وبعد سيطرة اليونانيين على حكم الجزيرة سنة 1974 وإعلان انضمامهم لليونان. قام الأتراك باسترداد الماغوصة وهاجر قسم من اليونانيين طوعًا منها بحكم سيطرة الأتراك عليها. الماغوصة تخضع حاليا تحت السيطرة التركية ويديرها الأتراك ونشاطها الاقتصادي جيد يعول على قطاعات موسمية ومرتبطة بالعوامل الخارجية (السياحة والفلاحة). تأسس سنة 1911 فريق أنورسيث الماغوصة ويخوض مبارياته من سنة 1974 في ملعب ليماسول بسبب هجرته من الماغوصة بعد سيطرت الأتراك عليها.

## معالم المدينة
من أهم معالمها القلعة وجامع لالا مصطفى باشا.

## توأمة
لالماغوصة اتفاقيات توأمة مع كل من:
- أثينا
- كورفو
- إزمير (1984 - )[10]
- أنطاليا
- باتراس [11]
- ستروغا

## أعلام
- درويش إروغلو
- جيمس الثالث ملك قبرص
- عرب أحمد باشا
- كوستاس إيليا
- مايك برانت